# 베긴 독트린

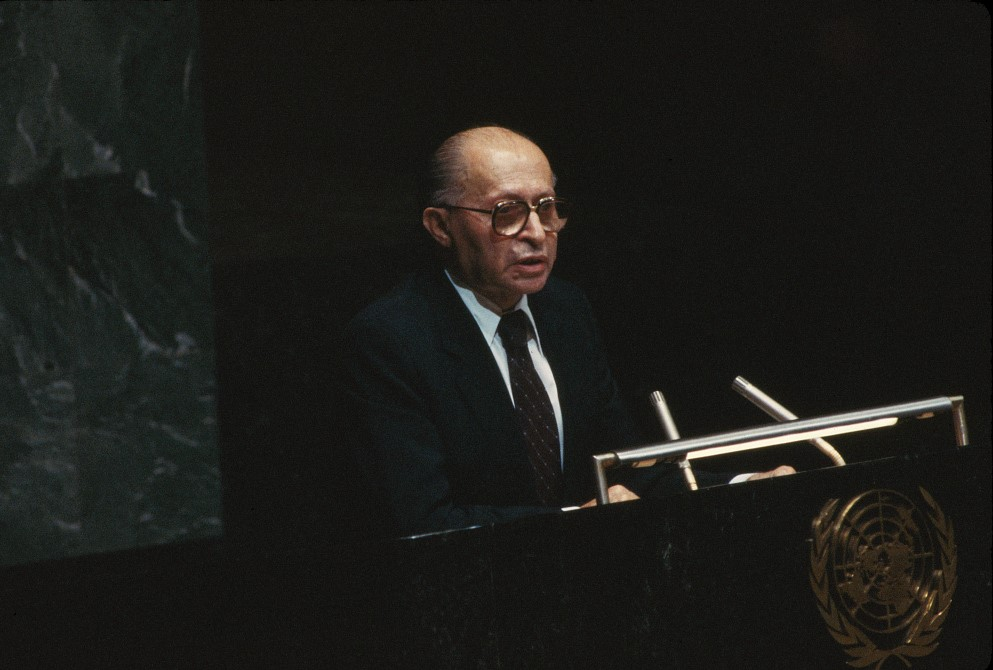
유엔 총회에서 연설하는 메나헴 베긴 (1982)

베긴 독트린은 가상 적국이 대량살상무기 특히 핵 무기를 보유할 능력에 관해 이스라엘 정부가 반확산 정책으로서 하는 예방 타격에 대한 일반 용어이다.
이 교설의 근원은 적어도 1960년대 초기 다모클레스 작전에서 찾아낼 수 있다. 1970년대 중엽 이츠하크 라빈 정부는 이라크 핵 프로그램에 대항한 비밀 외교 작전을 개시했다.
바빌론 작전상 이스라엘의 이라크 오시라크 핵 원자로에 대한 공격에 잇달아, 이스라엘 총리 메나헴 베긴이 그 교설을 스스로 선언했다. 그 교설은 여전히 이스라엘 안보 계획으로 남아 있다. 그 사건 중 정부의 첫 번째 선언은 다음과 같은 이야기다. "어떤 일이 있어도 우리는 적국이 이스라엘 국민에 대항한 대량살상무기를 개발하는 대로 결코 내버려 두지 않겠습니다. 우리는 우리의 처분에서 기어이 즐거운 시간을 보내는 이스라엘 시민을 지키겠습니다."
그 공격의 이틀 뒤 텔 아비브의 극적인 기자 회견에서 베긴 총리는 그 작전의 모든 책임을 지고 그 실행을 비범하다고 절찬하며 도덕적 이유와 법적 이유의 두 가지 방법으로 이를 정당화했다. 베긴은 그 타격을 가리켜 최선의 예견적 자위권의 행위라고 말했다. 베긴이 표현한 전언은 오시라크의 공습이 일회용 작전이 아니고 국가의 장기 약속이라는 것이었다. 그는 자신의 기자 회견을 다음 말로 끝맺었다.
더 나중은 어쩌면 영원히 너무 늦으니, 우리는 더 나중이 아닌 지금 이 순간을 선택합니다. 우리가 두세 기껏 해야 네 해 동안 빈둥거리며 서 있으면 사담 후세인이 폭탄 두세네 개를 생산할 법합니다...... 그렇다면 이 나라와 국민은 유대인 대학살을 따라 아마 쓰러져 가 버릴 것입니다. 유대인의 역사에서 다른 유대인 대학살이 일어날 것입니다. 다시 그리하지 않겠어요, 다시는요! 그러니 당신이 만나는 사람은 누구든지 친구에게, 우리는 우리의 처분에서 기어이 우리 국민을 지키리라고 말해 주십시오. 우리는 적국이 우리를 거스르는 대량살상무기를 개발하는 대로 결코 내버려 두지 않겠습니다."
6월 15일 en:Face the Nation 중 텔레비전 면담에서 베긴은 자신의 교설의 요점을 다음과 같이 되풀이했다. "이 공격은 이스라엘의 모든 미래 정부의 선례가 될 것입니다...... 이스라엘의 모든 미래 총리는 유사한 상황에서 같은 방법으로 행동할 것입니다."
그 공격과 이스라엘 정부의 논평에 잇달아, 많은 해외 국가들이 이를 반대해서 유엔 안전 보장 이사회는 만장일치로 유엔 안전 보장 이사회 결의 제487호를 가결했다.

## 오차드 작전
틀:이스라엘의 보수주의
베긴 독트린은 2007년에 시리아 핵 시설에 대항한 오차드 작전으로 에후드 올메르트 총리 시대에 신봉되었다. 시리아 공격에 어딘가 두드러진 것은 그 결과로 일어났던 것으로서 국제 논평이나 이스라엘의 행동에 대한 비판이 거의 절대 부족했던 일이다. 이 반응의 부족은 이스라엘의 이라크 원자로에 대한 1981년 예방 타격에 뒤따른 강한 국제적 항의와 완전히 뚜렷하게 대조되었다. 해외 정부들은 그 공격 이후 정보의 부족 때문에 논평을 유보했으나  7개월 동안 계속된 공습 직후에 이스라엘 정부는 사실상 모든 전시 뉴스 보도 관제 의무를 지웠다. 미국 정부는 그 공습의 지식이 있는 공무원들에게 그 공습을 기밀로 해 두라고 지시했다. 시리아는 처음에는 그 문제에 침묵하고 나서 폭탄이 투하된 표적이 핵 시설이었다는 것을 추후에 부인했다. 중앙정보국이 2008년 4월 정보를 공표한 이후까지도 국제적 침묵이 계속되었다.

## 이란 핵 프로그램
그 교설은 2009년 이래로 베냐민 네타냐후 총리 시대에 이란과 핵 능력에 관해서도 이용되어 왔다. 이 시기에 이란 핵 문제는 이스라엘의 제일가는 안보 문제로 일변했다. 국방부장관 에후드 바라크와 부총리 모셰 얄론 같은 자신의 주요 내각 장관들을 데리고 네타냐후는 핵 이란이나 핵 능력이 있는 이란이 이스라엘에 용납할 수 없는 실존적 위협이라고 말했다. 사실상 온 이스라엘인이 이란이 핵 무기를 획득하지 못하게 해야 한다는 데 의견이 같을수록, 최선으로 이 목표를 성취하는 법에 관해 정책 입안자들 사이에 극심한 논의가 진행 중이다. 미국과 유럽 연합이 경제 제재를 이행하고 외교적 해결을 추구하는 동안, 이스라엘 정부는 이란 핵 프로그램이 옴쭉 못 하도록 설계된 컴퓨터 바이러스와 이란의 주요 핵 물리학자의 암살과 같은 은밀한 작전을 수행한다.